# 1997年印尼森林大火

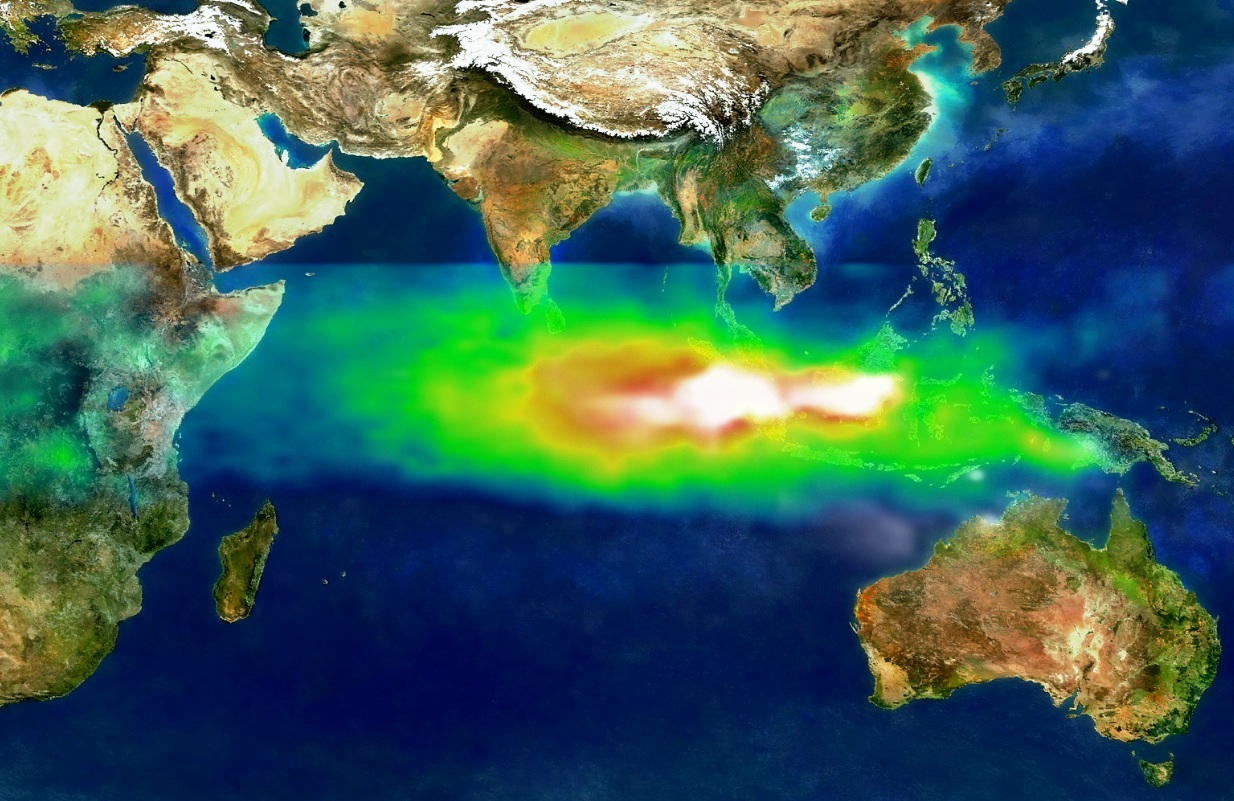
1997年10月的东南亚空气污染情况

1997年的印尼森林大火一直持续到1998年，这可能是过去两个世纪有记载的历史上两到三场（如果不是最大的）森林大火之一。
1997年年中，印尼的森林大火开始波及周边国家，浓烟和阴霾蔓延到马来西亚和新加坡。随后，马来西亚首相马哈迪·莫哈末拼命寻找解决方案，并根据马来西亚消防与拯救局负责人的计划，派遣一队马来西亚消防员前往印尼，史称跨境灭火行动（Operation Haze）。这是为了减轻雾霾对马来西亚经济的影响。雾霾对马来西亚国内生产总值的损害估计为0.30%。时任印尼独裁总统苏哈托曾为阴霾事件向受影响的国家作出公开道歉。
12月初的季节性降雨带来了短暂的喘息，但不久之后干燥的天气和火灾再次降临。到1997年底和1998年初，文莱、泰国、越南、菲律宾和斯里兰卡也受到了森林火灾烟雾带来的阴霾。直到森林大火结束时，大约800万公顷的土地被烧毁，而无数人遭受空气污染。